# Killary Harbour
Il Killary Harbour (Caolsháile Ruadh in gaelico irlandese) è uno stretto braccio di mare che si inoltra per 16 km all'interno del territorio irlandese. 

## Descrizione
SI tratta dell'unico vero fiordo dell'isola d'Irlanda e fa da confine fra due contee: Mayo e Galway. Il Killary Harbour si è formato molto probabilmente durante l'era glaciale, anche se questa teoria non è condivisa da molti esperti. La profondità al centro del fiordo raggiunge i 45 metri.
All'ingresso del fiordo sulla sponda settentrionale è situata la catena dei Mweelrea, col monte Mweelrea (814 metri, il più alto del Connacht) quasi a ridosso delle sponde settentrionale, mentre sulle sponde meridionali è situato il caratteristico centro di Leenaun.
È facile incontrare lungo il Killary harbour antichi vascelli e soprattutto batterie di allevamenti di mitili e altri generi di itticoltura. Una delle due sponde è percorsa da una vecchia strada, la Green Road, battuta durante la Grande carestia (per questo conosciuta anche come Famine Road) lungo la quale ci sono resti intatti di antichi cottage abbandonati del periodo. Si estende per 9 Km verso Leenaun.

## Galleria d'immagini

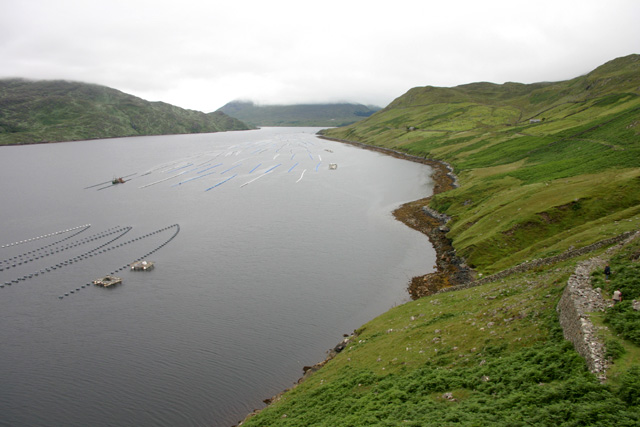
Parte centrale (ben visibili gli allevamenti di mitili)
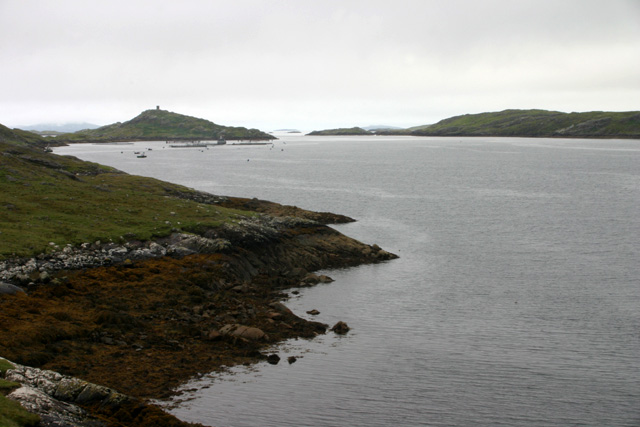
Sbocco sull'Atlantico
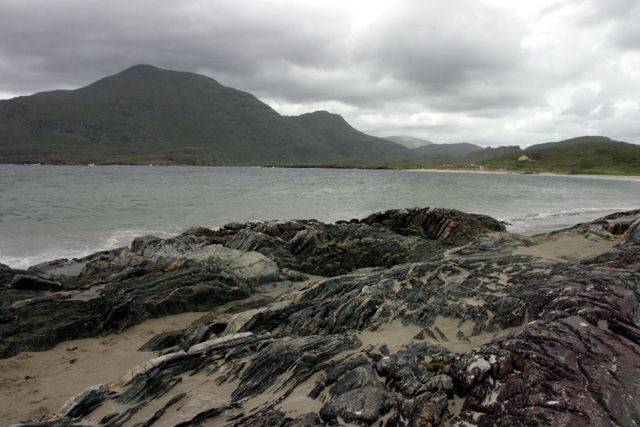
Monte Mweelrea
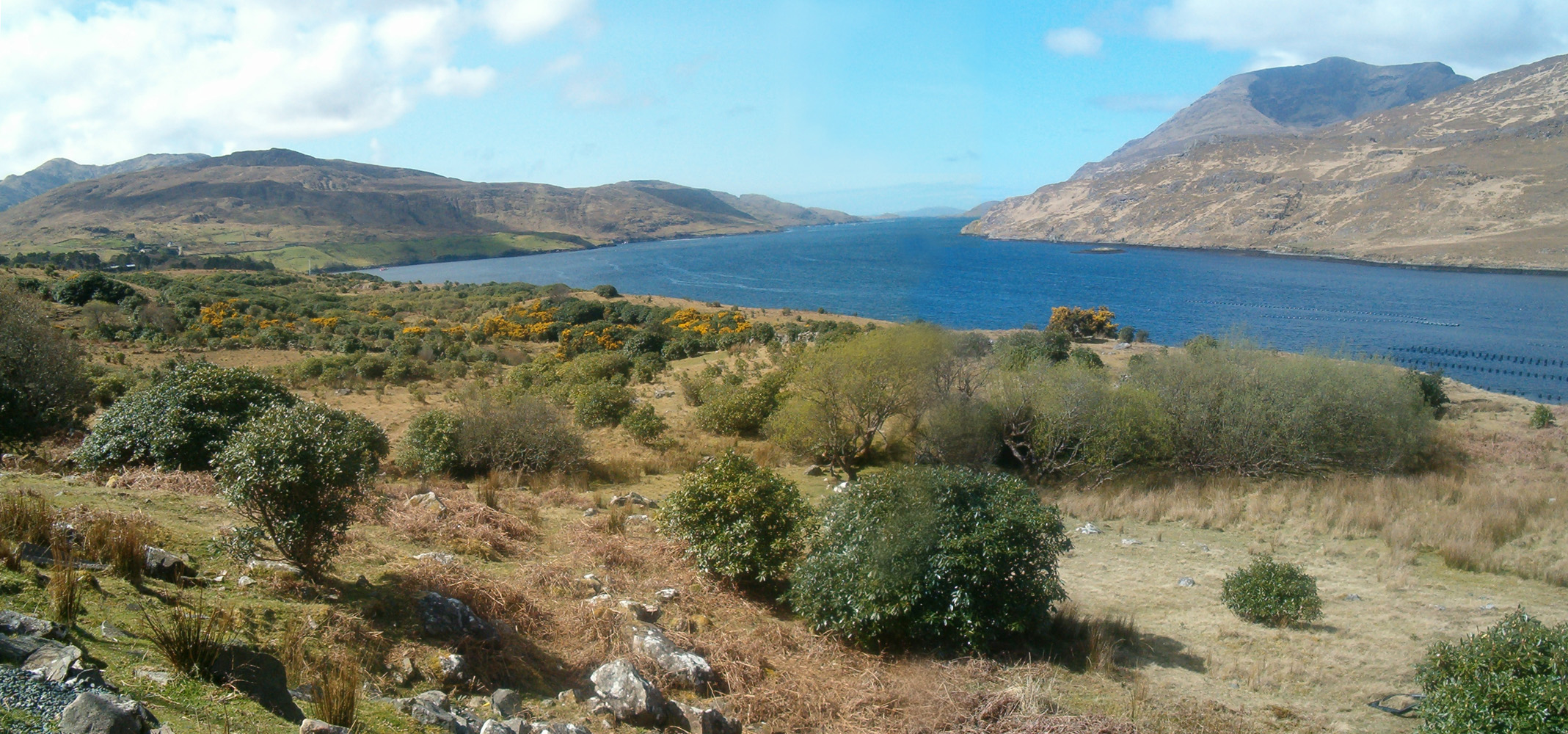
Vasta panoramica della parte centrale e finale